# 本部町議会
本部町議会（もとぶちょうぎかい）は、沖縄県国頭郡本部町の議会である。

## 概要
- 定数：14人
- 任期：2021年3月29日 - 2025年3月28日
- 選挙区：町全体を1選挙区とする大選挙区制（単記非移譲式）
- 議長：松川秀清
- 副議長：具志堅勉

## 組織

### 議会運営委員会
所管事項
- 議席の指定に関すること
- 会期日程、議事日程に関すること
- 一般質問順位及び割当時間に関すること
- 委員の割当に関すること
- 特別委員会設置に関すること
- 事件の付託委員会決定に関すること
- 意見書、決議、請願及び陳情等の取扱いに関すること
- 議会の秩序保持及び懲罰動議の取扱いに関すること
- 検閲、検査、監査及び調査権の発議取扱いに関すること
- 議会の条例、規則及び規定等の起草提出、発議に関すること
- 議会内役員の選挙、選任、辞任及び議員辞職に関すること
- 執行機関の付属機関等の議会選出委員選任及び辞任に関すること
- 議会費予算要求に関すること
- 議会関係各種行事に関すること
- 厚生及び互助等に関すること

### 常任委員会
総務文教委員会
所管事項
- 行政一般、財政、税務、社会福祉、保険衛生、社会環境労働、教育文化、防災及び他の常任委員会に属しない事務

産業建設委員会
所管事項
- 土木、建築、電気、港湾、河川、漁港、住宅、都市計画、農林水産、商工観光、経済振興、交通、上下水道に関する事務

### 特別委員会
議会広報調査特別委員会